# Handrolle
Die Handrolle ist eine Form der Eskimorolle, die es Kanuten ermöglicht, auch ohne Paddel das eigene gekenterte Boot wieder aufzurichten, ohne das Boot zu verlassen.
Wichtig ist eine Handrolle für jeden Kanuten, der auf eine Eskimorolle angewiesen ist, für den Fall, dass er sein Paddel im Wasser verliert oder es bricht. Daneben hilft das Erlernen der Handrolle auch, um die Bewegungskoordination und vor allem den sogenannten Hüftschwung (siehe unten) für andere Formen der Eskimorolle zu verbessern.

## Ausführung
Wie für alle Formen der Eskimorolle ist das wichtigste Element der Handrolle eine ruckhafte Bewegung mit der Hüfte (Hüftschwung). Einige Kanuten vermögen sogar, eine Rolle einarmig oder ganz ohne Armbewegung alleine durch den Hüftschwung – im Extremfall sogar mit auf der Brust verschränkten Armen (engl. straight jacket roll: „Zwangsjackenrolle“) – durchzuführen.
In der üblichen Ausführung unterstützen jedoch die Arme die aufrichtende Bewegung. Es gibt mehrere Varianten, wie die Handrolle eingeleitet wird: Bei einer Variante hält der Paddler beide Handflächen auf einer Seite des Bootes parallel zur Wasseroberfläche und drückt sich bei gleichzeitigem Hüftschwung wieder an die Wasseroberfläche. Bei einer anderen Variante werden beide Hände über die Wasseroberfläche gebracht und schnell auf das Wasser geschlagen. Durch die schnelle Bewegung bietet das Wasser einigen Widerstand (vgl. Paddelstütze), der dazu genutzt wird, um das gekenterte Boot möglichst weit entlang seiner Längsachse zu drehen. Der Großteil der Drehung, um das Boot wieder aufzurichten, erfolgt dann per Hüftschwung.
Wie bei anderen Formen der Eskimorolle (Bogenschlagrolle) liegt der Oberkörper des Kanuten auf dem Heck des Bootes, während es sich wieder aufrichtet. Erst wenn das Boot stabil aufrecht auf dem Wasser liegt, richtet der Kanute wieder seinen Oberkörper auf.
Um die Drehbewegung des Kanus zu unterstützen, kann der Paddler gegen Ende der Rolle den Arm, der zuerst aus dem Wasser auftaucht (in der Bilderfolge unten: den Arm mit der Flasche), seitwärts vom Kanu über das Wasser strecken. Das Gewicht des Armes hilft, diese Bootsseite etwas hinunterzudrücken und damit die Drehung des Kanus zu vervollständigen. Der andere Arm, der sich noch länger im Wasser befindet, kann nach dem Hüftschwung mit Ruderbewegungen im Wasser helfen, das Boot vollständig aufrecht zu drehen. Könner brauchen diese unterstützenden Armbewegungen nicht (siehe Bilderfolge).

## Erlernen der Handrolle
Zum Erlernen der Handrolle können Handpaddel eingesetzt werden. Dadurch wird der Widerstand des Wassers im Vergleich zu den bloßen Handflächen vergrößert. Das erlaubt eine größere Anfangsdrehung; auch bei schwächerem Hüftschwung oder noch fehlender Bewegungskoordination kann das Boot so wieder aufgerichtet werden.
Da bei der Handrolle das Paddel nicht zur Unterstützung benutzt werden kann, ist ein stärkerer Hüftschwung als bei anderen Formen der Eskimorolle (isb. Bogenschlagrolle oder Hangrolle) nötig. Die Handrolle wird deswegen häufig dann unterrichtet, wenn Paddler bereits eine Eskimorolle mit Paddel ausführen können. Einige Anfänger haben allerdings beim Erlernen einer paddelunterstützten Eskimorolle (isb. Bogenschlagrolle) Probleme, und ihr Paddel schneidet aufgrund falscher Haltung durch das Wasser, anstatt die Drehbewegung zu unterstützen. In diesen Fällen ist es (bei ausreichendem Hüftschwung) sinnvoll, die Handrolle als „erste“ Rolle beizubringen und erst anschließend eine paddelunterstützte Form zu unterrichten.